# 算数オリンピック
算数オリンピックは、小学生以下の子供を対象とする日本の算数のコンテストである。1992年より毎年開催されている。

## 概要
算数オリンピックは、日本人として2人目のフィールズ賞受賞者であるの広中平祐（京都大学名誉教授）やテレビ出演などで有名な数学者で大道芸人のピーター・フランクルが提唱して、1992年（平成4年）に始まった算数の能力を競う大会である。文部科学省が後援する学びんピック公認の大会の一つであり、算数オリンピック委員会が企画運営している。
小学6年生までを対象とする算数オリンピックと小学5年生以下を対象とするジュニア算数オリンピック（1997年に開始）に分かれており、これまでに算数オリンピックは20回、ジュニア算数オリンピックは15回開催されている。また、2009年からは、小学1年生から3年生までを対象とするキッズBEEも創設された。

### トライアル地区大会
算数オリンピック委員会の指定する全国の会場で6月（2010年は6月20日）に開催される。昔よりずいぶん会場が増えて250個近くある。
制限時間は90分で10問程度。ファイナル大会に進出できるのはそれぞれ約150名で、通常は60点以上が合格ラインと言われている。

### ファイナル（決勝）大会
東京・大阪・福岡で、7月に開催される。
例年、ファイナル大会には他国からの代表者が参加しており、2008年は中国国内での予選を勝ち抜いた223名の中国人選手がファイナル大会に出場した。
制限時間は前半60分、後半60分の計120分で7問程度。60〜70点程度で入賞できる場合が多いが、過去には満点を獲得した選手もいた。

### メダリスト
1 - 3位：メダル・表彰状・トロフィー・副賞が授与される。
　4 - 9位：表彰状・トロフィーが授与される。
日本数学オリンピック参加選手の登竜門となっており、過去のメダリストの中には、その後の国際数学オリンピックで活躍している者も多い。
2008年にはジュニア算数オリンピック・算数オリンピック・ジュニア広中杯・広中杯のすべての金メダルを獲得する4冠王が初めて誕生した。4冠王はその後の国際数学オリンピックでも銀メダルを獲得している。さらに、2021年には全5種目すべてで金メダルを獲得した5冠王が誕生した。

### その他
トライアル地区大会の会場となる浜学園、希学園、SAPIX等の有名進学塾の生徒の参加が多く、入賞実績はこれらの進学塾のPRにも使われている。新型コロナの影響により、2020年は予選のみ開催（受験生全員にメダル授与。自宅受験）、2021年は決勝のみ自宅受験（予選は会場受験）となった。